# Oder-Neiße-Radweg (D12)
Der Oder-Neiße-Radweg (topographisch exakt: Neiße-Oder-Radweg) ist ein rund 630 Kilometer langer Fernradweg. Er beginnt in Tschechien, in Nová Ves nad Nisou an der Quelle der Lausitzer Neiße, und folgt ihr bis zu ihrer Mündung in die Oder. Ab Zittau führt der Weg in Deutschland westwärts der Oder-Neiße-Grenze zu Polen, entlang flacher Flusslandschaften zum Stettiner Haff und nach Ahlbeck auf Usedom.
In Tschechien wurde der Radweg umfangreich ausgebaut und hat seit Anfang 2023 von der Quelle bis zur deutsch-tschechischen Grenze durchgängig die Routen-Nummer 20. Der Routenverlauf in Deutschland entspricht der D-Route 12.

## Etappen
| Etappe                                                                   | von              | nach             | Entfernung |
| Etappe 1                                                                 | Nová Ves         | Zittau           | ca. 55 km  |
| Etappe 2                                                                 | Zittau           | Görlitz          | ca. 40 km  |
| Etappe 3                                                                 | Görlitz          | Bad Muskau       | ca. 67 km  |
| Etappe 4                                                                 | Bad Muskau       | Guben            | ca. 62 km  |
| Etappe 5                                                                 | Guben            | Frankfurt (Oder) | ca. 61 km  |
| Etappe 6                                                                 | Frankfurt (Oder) | Küstrin-Kietz    | ca. 33 km  |
| Bahnhof Küstrin-Kietz: Kreuzungspunkt Oder-Neiße-Radweg und Euroroute R1 |                  |                  |            |
| Etappe 7                                                                 | Küstrin-Kietz    | Hohenwutzen      | ca. 51 km  |
| Etappe 8                                                                 | Hohenwutzen      | Schwedt          | ca. 33 km  |
| Etappe 9                                                                 | Schwedt          | Penkun           | ca. 33 km  |
| Etappe 10                                                                | Penkun           | Blankensee       | ca. 40 km  |
| Etappe 11                                                                | Blankensee       | Ueckermünde      | ca. 46 km  |
| Etappe 12                                                                | Ueckermünde      | Anklam           | ca. 39 km  |
| Etappe 13                                                                | Anklam           | Ahlbeck          | ca. 63 km  |